# Наука в Донецке

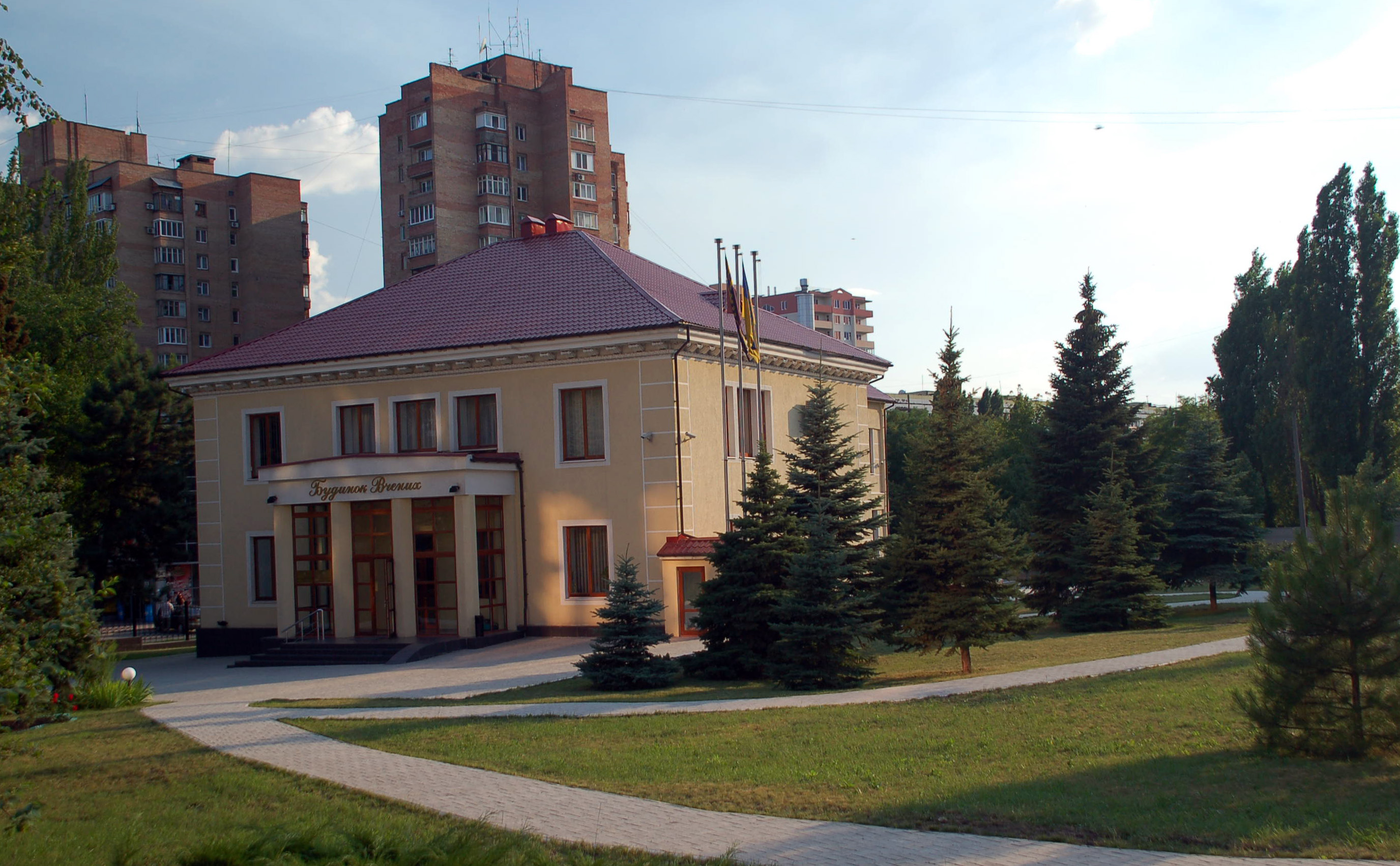
Дом ученых

В Донецке находится Донецкий научный центр НАН Украины состоящий из 6 институтов и ботанического сада, а также ряд других научно-исследовательских и проектных институтов и высших учебных заведений. В Донецке работали действительные члены АН УССР: А. А. Галкин, Я. Б. Лопатинский, Р. В. Кучер и члены-корреспонденты АН УССР: А. Н. Алымов, И. Л. Повх, И.И. Данилюк, С.Н. Баранов, К. Б. Толпыго, А.С. Космодамианский, академики НАН Украины: В. Г. Барьяхтар, В. П. Шевченко.

## История
В 1965 году был образован Донецкий научный центр АН УССР.
21-22 декабря 2009 года на общем собрании Национальной академии правовых наук Украины было принято решение о создании Донецкого регионального научного центра Национальной академии правовых наук Украины.
В 2014 году был образован Донецкий научный центр МО ДНР.

## Институты Донецкого научного центра
- Институт прикладной математики и механики НАН Украины
- Институт физико-органической химии и углехимии НАН Украины
- Институт физико-химический НАН Украины
- Институт экономики промышленности НАН Украины
- Институт экономико-правовых исследований НАН Украины
- Донецкий физико-технический институт им. А. А. Галкина НАН Украины
- Донецкий ботанический сад НАН Украины

## Список донецких НИИ, ПКТИ
1. ВНИИГД (горноспасательного дела)
2. ВНИИГМ имени М. М. Федорова (горной механики)
3. ВНИИИВЭ (взрывозащищенного и рудничного электрооборудования)
4. ВНИИОМШ (организации и механизации шахтного строительства)
5. ВНИИПвторцветмет
6. ВНИИПИгидротрубопровод
7. ВНИИПТуглемаш
8. ВНИИРеактивэлектрон (реактивов и химически чистых материалов)
9. ВНИМИ (горной геомеханики и маркшейдерского дела)
10. ВНИПИчерметэнергоочистка
11. ДонНИГРИ (горнорудный НИИ)
12. Донниичермет
13. ДонУГИ (угольный НИИ)
14. Институт «Атомэнергостройпроект» (строительство АЭС)
15. Институт «Гипросталь»
16. Институт «Гипроуглеавтоматизация»
17. Институт «Гипроуглемаш»
18. Институт «Гипрохимреактив»
19. Институт «Госавтотрансниипроект»
20. Институт «Днепрпроектстальконструкция»
21. Институт «Донавтоматгормаш»
22. Институт «Донбассгражданпроект»
23. Институт «Донгипрооргшахтострой»
24. Институт «Донгипроуглемаш»
25. Институт «Донгипрошахт»
26. Институт «Донецкагропроект»
27. Институт «Донецкпроект»
28. Институт «Донжелдорпроект»
29. Институт «Запорожгипроводхоз»
30. Институт «Оргэнергострой»
31. Институт «Промстройниипроект»
32. Институт «Промтрансниипроект»
33. Институт «Союзводоканалпроект»
34. Институт «Тяжпромэлектропроект»
35. Институт «Укрвостокгиинтиз»
36. Институт «Укргипробыт»
37. Институт «Укргипродор»
38. Институт «Укржилремпроект»
39. Институт «Укрземпроект»
40. Институт «Укркоммунниипроект»
41. Институт «Укркоммуноргтруд»
42. Институт «Укркоммунремдорпроект»
43. Институт «Укрмедремпроект»
44. Институт «Укрниипластмасс»
45. Институт «Укроппроект»
46. Институт «Укроргтяжстрой»
47. Институт «УкрПТКИгидроспецстрой»
48. Институт «УкрПТКИместпром»
49. Институт «УкрПТКИмонтажспецстрой»
50. Институт «Укрремдорпроект»
51. Институт «Укрснабпроект»
52. Институт «Центросоюз»
53. Институт «Южниигипрогаз»
54. Институт геолого-экологических проблем Донбасса
55. Институт гигиены труда и профессиональных заболеваний
56. Институт экономических исследований ДНР
57. Филиал Института горного дела имени А. А. Скочинского
58. Институт минеральных ресурсов
59. Институт огнеупоров
60. Донецкий НИИ судебных экспертиз
61. Институт травматологии и ортопедии
62. ПКТИ «Союзуглемаш»
63. ПКТИ торговли
64. Проектно-технологический институт
65. Центр стандартизации и метрологии
66. ЦНИИподземмаш